# L'Ange de la haine
Pour les articles homonymes, voir Jigsaw.

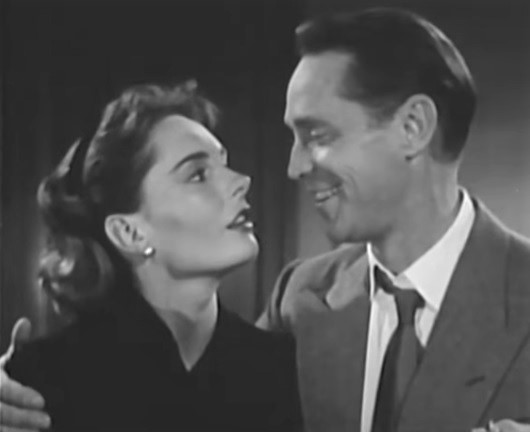
Extrait du film L'Ange de la haine (Jigsaw), 1949

L'Ange de la haine (titre original : Jigsaw) est un film américain réalisé par Fletcher Markle et sorti en 1949.

## Synopsis
L'histoire commence par la mort du propriétaire d'une imprimerie qui est rapidement considéré comme un suicide. Mais le chroniqueur Charlie Riggs est convaincu qu'il s'agit d'un meurtre lié à une organisation néofasciste blanche appelée les Crusaders et transmet ce soupçon à l'assistant du procureur Howard Malloy et publie cette opinion dans sa chronique. Plus tard, Riggs est lui-même assassiné, ce qui incite Malloy à lancer une enquête sur les Crusaders mais comme ce groupe semble bénéficier du soutien du crime organisé, Malloy s'y intéresse et reçoit bientôt l'aide non sollicitée d'un patron du crime appelé Angel, qui le recommande pour le poste de procureur spécial.
Avec l'aide de la veuve d'un juge éminent, Malloy est nommé, ce qui est censé le mettre dans la poche de ceux qui sont derrière les meurtres. Mais Malloy enquête sur l'artiste qui a créé l'affiche de recrutement des Crusaders et voyant dans l'atelier de l'artiste la peinture d'une séduisante chanteuse de night-club, Malloy entreprend d'enquêter sur elle.
Cela le conduit à une série de révélations concernant tous ces personnages et se termine par de nouveaux morts et blessés dans un échange ardent à la fin.

## Fiche technique
- Titre original : Jigsaw
- Réalisation : Fletcher Markle
- Scénario : Fletcher Markle, Vincent McConnor, d'après une histoire de John Roeburt
- Production :  Tower Pictures Inc.
- Directeur de la photographie : Don Malkames
- Lieu de tournage : Manhattan
- Musique : Robert W. Stringer
- Montage : Robert Matthews
- Type : film noir
- Durée : 72 minutes
- Dates de sortie :
  - États-Unis : 11 mars 1949
  - France : 8 avril 1953

## Distribution
- Franchot Tone : Howard Malloy
- Jean Wallace : Barbara Whitfield
- Myron McCormick : Charles Riggs
- Marc Lawrence : Angelo Agostini
- Winifred Lenihan : Mrs. Hartley
- Betty Harper : Caroline Riggs
- Robert Gist : Tommy Quigley
- Marlene Dietrich (apparition)
- Henry Fonda (apparition)